# Barbara Bawoł
Barbara Bawoł (ur. 28 maja 1986 w Kędzierzynie Koźlu) – polska siatkarka grająca na pozycji przyjmującej. Od sezonu 2013/2014 zawodniczka AZS WSBiP KSZO Ostrowiec Świętokrzyski. Po sezonie 2014/2015 zakończyła karierę sportową.

## Osiągnięcia
- 2012 – awans do ORLEN Ligi z zespołem Legionovii
- 2014 – awans do ORLEN Ligi z drużyną AZS KSZO Ostrowiec Świętokrzyski